# Garoafa, Vrancea
Garoafa este satul de reședință al comunei cu același nume din județul Vrancea, Moldova, România.

## Istoric
Satul a fost format în anul 1921, când populația ceangăiască din Pustiana, Bacău, la rândul ei provenită din refugiați secui după Masacrul de la Siculeni (1764), a fost împroprietărită drept răsplată pentru participarea în Primul Război Mondial, la 10 km nord de Focșani, în zona Garoafele, la peste 120 de km de satul natal.
Motivul cunoscut la nivel local al împroprietăririi la o distanță considerabilă de locul de origine a fost acela că boierul din zona comunei Pârjol, Bacău, care deținea și moșia Pustiana, nu a oferit pământul locuitorilor din cauza originii, acestora propunându-se ca variantă alternativă în jurul orașului Focșani. Propunerea a fost acceptată doar de câteva zeci de familii, unde au dezvoltat colonia agricolă Garoafa, axată pe horticultură. Satul a cunoscut o dezvoltare în perioada colectivizării.